# Прощин, Евгений Евгеньевич
Евгений Евгеньевич Прощин (род. 26 июня 1976 года, Ковров) — российский культуртрегер, филолог, поэт.

## Биография
Кандидат филологических наук (диссертация «Элегические мотивы в лирике Блока», 2002). С 2005 года является организатором и соорганизатором различных литературных проектов в Нижнем Новгороде: фестиваль современной русской поэзии «Стрелка» (2005-), фестиваль «Слоwwwо» (2006), летний open-air фестиваль «Речет» (2007-), Всероссийский фестиваль верлибра (2011), региональный поэтический проект «Нижегородская волна» (2014-).
Один из редакторов литературного сайта «Полутона». Ведущий радиопередачи о современной поэзии «Плетение словес».
Поэтические произведения публиковались в журналах «Воздух», «Волга», «Новый берег», альманахе «Транслит», сетевом журнале Textonly, поэтической газете «Метромост».
Дебютная книга стихов вышла в 2007 году (под псевдонимом Егор Кирсанов).

## Отзывы
Поэт и литературный критик Данила Давыдов:

Одновременная отстраненность и доверительность интонации, говорение о вещах, максимально скрытых от окружающих, немедленно переходящее в стилистическую или аллюзивную контратаку, иронически осмысленное отсутствие иронии — все это делает Кирсанова автором, ускользающим от партийной идентификации и приведения к какому бы то ни было общему знаменателю.

Поэт и филолог Евгения Суслова:

На языке поэтического жеста, художественный мир Егора Кирсанова поделен не на определённый ряд субъектов, или деятелей, которые в таком ракурсе будут выступать «живыми» объектами для автора. Мир распадается на некий набор онтологических для автора качеств, эстетически детерминированных внутренними посылками, которые в своем хаотичном движении «залетают» в центр образов, оставаясь временными, актуализируются, освобождаясь от невыносимой бестелесности, играют большой телесный спектакль, но остаются проницаемыми физически, когда свет способен преодолевать контуры их относительных тел. (…) Категория телесности, столь значимая для постструктуралистов, постулирующих существование непреодолимых границ человеческого тела, оказывается неактуальной для мира Егора Кирсанова. Кроме всего прочего, это ещё один шаг в сторону от постмодернистского мироощущения, где обычной оказывалась ситуация изолированного экзистенциального хаоса.

## Книги
- Двадцать два несчастья. — М.: АРГО-РИСК, Книжное обозрение, 2007. 48 с. (Книжный проект журнала «Воздух», Вып.22) ISBN 5-86856-135-X[5]
- txt. — Чебоксары: free poetry, 2017. 40 с.[6]

## Награды и признание
- Премия «ЛитератуРРентген» в номинации «За лучший внестоличный поэтический фестиваль» (2006) за организацию поэтического фестиваля «Стрелка»[7]